# 工业电子系统
工业电子系统，一种以嵌入式系统为核心，通过系统软硬件能够完成工业领域对象（飞机、船舶、汽车、机械、家电等）的状态感知、过程监视和控制，实现对象预定功能的电子系统，一般具有体系架构复杂，实时性、可靠性、安全性、经济性要求高的特点。